# Vuillecin
Vuillecin là một xã trong vùng hành chính Franche-Comté, thuộc tỉnh Doubs, quận Pontarlier, tổng Pontarlier. Tọa độ địa lý của xã là 46° 56' vĩ độ bắc, 06° 19' kinh độ đông. Vuillecin nằm trên độ cao trung bình là 820 mét trên mực nước biển, có điểm thấp nhất là 801 mét và điểm cao nhất là 944 mét. Xã có diện tích 14.24 km², dân số vào thời điểm 2006 là 564 người; mật độ dân số là 40 người/km².

## Thông tin nhân khẩu
| 1962 | 1968 | 1975 | 1982 | 1990 | 1999 |
| ---- | ---- | ---- | ---- | ---- | ---- |
| 174  | 178  | 256  | 405  | 441  | 524  |

## Địa điểm tham quan
Nhà thờ Saint-Claude được xây năm 1804 xây dựng. Hai nhà thờ nhỏ khác có nguồn gốc từ thế kỉ thứ 19: Saint-Georges (1852) và Saint-Lazare.